# CONCACAF Gold Cup 2000
De CONCACAF Gold Cup 2000 was de vijfde editie van de CONCACAF Gold Cup, het voetbalkampioenschap van Noord- en Centraal-Amerika. Het toernooi werd gehouden in Los Angeles, Miami en San Diego. Het toernooi duurde van 12 februari tot 27 februari 2000.
Deze keer deden 12 teams mee, verdeeld over 4 groepen van 3 landen. De beste twee landen van de groepen ging naar de kwartfinales. Peru, Colombia en Zuid-Korea waren uitgenodigd.

## Kwalificatieronde
| Deelnemende landen            |
| ----------------------------- |
| Canada Haïti Cuba El Salvador |

De wedstrijden werden van 6 tot en met 10 oktober 1999 in Los Angeles gespeeld.
| Team        | Pld | W | D | L | GF | GA | GD | Pts |
| ----------- | --- | - | - | - | -- | -- | -- | --- |
| Canada      | 3   | 2 | 1 | 0 | 4  | 2  | +2 | 7   |
| Haïti       | 3   | 1 | 1 | 1 | 3  | 3  | 0  | 4   |
| Cuba        | 3   | 1 | 1 | 1 | 3  | 2  | +1 | 4   |
| El Salvador | 3   | 0 | 1 | 2 | 3  | 6  | –3 | 1   |

|                                               |                  |       |      | |
| 6 oktober 1996 «onderlinge duels» 18:00 (EST) | Canada           | 0 – 0 | Cuba | LA Memorial Coliseum, Los Angeles Toeschouwers: 6.583 Scheidsrechter: Argelio Sabillón ( Honduras) |
| 6 oktober 1996 «onderlinge duels» 18:00 (EST) | Wedstrijdverslag |       |      | LA Memorial Coliseum, Los Angeles Toeschouwers: 6.583 Scheidsrechter: Argelio Sabillón ( Honduras) |

|                                               |             |                  |                | |
| 6 oktober 1996 «onderlinge duels» 20:00 (EST) | El Salvador | 1 – 1            | Haïti          | LA Memorial Coliseum, Los Angeles Toeschouwers: 6.583 Scheidsrechter: Ronald Gutiérrez ( Costa Rica) |
| 6 oktober 1996 «onderlinge duels» 20:00 (EST) | Montes 3'   | Wedstrijdverslag | Descolines 80' | LA Memorial Coliseum, Los Angeles Toeschouwers: 6.583 Scheidsrechter: Ronald Gutiérrez ( Costa Rica) |

|                                               |                          |                  |                                |                                                                                                  |
| 8 oktober 1996 «onderlinge duels» 20:00 (EST) | Canada                   | 2 – 1            | El Salvador                    | LA Memorial Coliseum, Los Angeles Toeschouwers: 6,507 Scheidsrechter: Benito Archundia ( Mexico) |
| 8 oktober 1996 «onderlinge duels» 20:00 (EST) | Corazzin 9' Fletcher 59' | Wedstrijdverslag | Arce 47' (pen.) Cienfuegos 38' | LA Memorial Coliseum, Los Angeles Toeschouwers: 6,507 Scheidsrechter: Benito Archundia ( Mexico) |

|                                               |      |                  |                |                                                                                                  |
| 8 oktober 1996 «onderlinge duels» 18:00 (EST) | Cuba | 0 – 1            | Haïti          | LA Memorial Coliseum, Los Angeles Toeschouwers: 6.507 Scheidsrechter: Mario Ramirez ( Guatemala) |
| 8 oktober 1996 «onderlinge duels» 18:00 (EST) |      | Wedstrijdverslag | Descolines 75' | LA Memorial Coliseum, Los Angeles Toeschouwers: 6.507 Scheidsrechter: Mario Ramirez ( Guatemala) |

|                                                |                  |                  |                             | |
| 10 oktober 1996 «onderlinge duels» 13:00 (EST) | Canada           | 2 – 1            | Haïti                       | LA Memorial Coliseum, Los Angeles Toeschouwers: 3.605 Scheidsrechter: Argelio Sabillón ( Honduras) |
| 10 oktober 1996 «onderlinge duels» 13:00 (EST) | Corazzin 9', 43' | Wedstrijdverslag | Descolines 48' Thélusma 75' | LA Memorial Coliseum, Los Angeles Toeschouwers: 3.605 Scheidsrechter: Argelio Sabillón ( Honduras) |

|                                                |                                    |                  |                 | |
| 10 oktober 1996 «onderlinge duels» 15:00 (EST) | Cuba                               | 3 – 1            | El Salvador     | LA Memorial Coliseum, Los Angeles Toeschouwers: 3.605 Scheidsrechter: Rodrigo Badilla ( Costa Rica) |
| 10 oktober 1996 «onderlinge duels» 15:00 (EST) | Bobadilla 43' Prado 75' Roldán 90' | Wedstrijdverslag | Arce 63' (pen.) | LA Memorial Coliseum, Los Angeles Toeschouwers: 3.605 Scheidsrechter: Rodrigo Badilla ( Costa Rica) |

Canada en Haïti gekwalificeerd voor het hoofdtoernooi.

## Deelnemende landen
| Team                                                                      | Kwalificatie           | Aantal deelnames       |
| Noord-Amerikaanse zone                                                    | Noord-Amerikaanse zone | Noord-Amerikaanse zone |
| ------------------------------------------------------------------------- | ---------------------- | ---------------------- |
| Verenigde Staten                                                          | Gastland               | 5de                    |
| Mexico (t)                                                                | Automatisch            | 5de                    |
| Canada                                                                    | Play-off               | 4de                    |
| Caraïben gekwalificeerd na deelname aan de Caribbean Cup 1998             |                        |                        |
| Jamaica                                                                   | Winnaar                | 3de                    |
| Trinidad en Tobago                                                        | 2e plek                | 2de                    |
| Haïti                                                                     | Play-off               | 1ste                   |
| Centraal-Amerika gekwalificeerd na deelname aan de UNCAF Nations Cup 1999 |                        |                        |
| Costa Rica                                                                | Winnaar                | 3de                    |
| Guatemala                                                                 | 2e plek                | 3de                    |
| Honduras                                                                  | 3e plek                | 4de                    |
| Uitgenodigde landen                                                       |                        |                        |
| Colombia                                                                  |                        | 1ste                   |
| Peru                                                                      |                        | 1ste                   |
| Zuid-Korea                                                                |                        | 1ste                   |

- (t) = titelverdediger

## Speelsteden
| San Diego                           | Los Angeles                                      | Miami                                | · Miami San Diego Los Angeles |
| Qualcomm Stadium Capaciteit: 70.561 | Los Angeles Memorial Coliseum Capaciteit: 63.026 | Miami Orange Bowl Capaciteit: 74.476 | · Miami San Diego Los Angeles |
|                                     |                                                  |                                      | · Miami San Diego Los Angeles |

## Scheidsrechters
| Naam              | Geboren    | Duels | Kreeg geel | Kreeg voor de tweede keer geel en dus rood | Weggestuurd |
| ----------------- | ---------- | ----- | ---------- | ------------------------------------------ | ----------- |
| Peter Prendergast | 23/09/1963 | 3     | 9          | -                                          | -           |
| Carlos Batres     | 02/04/1968 | 2     | 7          | 1                                          | -           |
| Kim Young-Joo     | 30/12/1957 | 2     | 7          | -                                          | -           |
| Gustavo Méndez    | 24/11/1967 | 2     | 9          | -                                          | -           |
| Felipe Ramos      | 10/03/1963 | 2     | 7          | -                                          | -           |
| Rafael Rodríguez  |            | 2     | 6          | -                                          | 1           |
| Mario Sánchez     | 22/07/1956 | 2     | 10         | -                                          | 3           |
| Brian Hall        | 05/06/1961 | 1     | 2          | -                                          | -           |
| Olger Mejías      |            | 1     | 2          | -                                          | -           |
| Ramesh Ramdhan    | 25/07/1960 | 1     | -          | -                                          | -           |
| Argelio Sabillón  | 30/01/1957 | 1     | 1          | -                                          | -           |
| Totaal            | Totaal     | 19    | 60         | 1                                          | 4           |

## Selecties
| Canada                    | Canada            | Canada | Canada | Canada                 | Canada | Canada | Canada | Canada |
| №                         | Naam              | Wed.   | Dlpnt. | Club                   |        |        |        |        |
| ------------------------- | ----------------- | ------ | ------ | ---------------------- | ------ | ------ | ------ | ------ |
| Doel                      |                   |        |        |                        |        |        |        |        |
| 1                         | Craig Forrest     |        |        | West Ham United        |        |        |        |        |
| 22                        | Pat Onstad        |        |        | Dundee United          |        |        |        |        |
| Verdediging               |                   |        |        |                        |        |        |        |        |
| 2                         | Paul Fenwick      |        |        | Greenock Morton        |        |        |        |        |
| 4                         | Tony Menezes      |        |        | Botafogo               |        |        |        |        |
| 5                         | Jason de Vos      |        |        | Dundee United          |        |        |        |        |
| 12                        | Jeff Clarke       |        |        | Baltimore Blast        |        |        |        |        |
| 13                        | Mark Watson       |        |        | Oxford United          |        |        |        |        |
| 25                        | Robbie Aristodemo |        |        | Tulsa Golden Hurricane |        |        |        |        |
| Middenveld                |                   |        |        |                        |        |        |        |        |
| 10                        | Davide Xausa      |        |        | Inverness CT           |        |        |        |        |
| 11                        | Jim Brennan       |        |        | Nottingham Forest      |        |        |        |        |
| 15                        | Richard Hastings  |        |        | Inverness CT           |        |        |        |        |
| 21                        | Martin Nash       |        |        | Chester City           |        |        |        |        |
| Aanval                    |                   |        |        |                        |        |        |        |        |
| 7                         | Paul Stalteri     |        |        | Werder Bremen          |        |        |        |        |
| 9                         | Carlo Corazzin    |        |        | Northampton Town       |        |        |        |        |
| 16                        | Garret Kusch      |        |        | KV Mechelen            |        |        |        |        |
| 17                        | Paul Peschisolido |        |        | Fulham                 |        |        |        |        |
| 18                        | Elvis Thomas      |        |        | Toronto Olympians      |        |        |        |        |
| 26                        | Dwayne De Rosario |        |        | Richmond Kickers       |        |        |        |        |
| Bondscoach: Holger Osieck |                   |        |        |                        |        |        |        |        |

| Colombia                        | Colombia              | Colombia | Colombia | Colombia               | Colombia | Colombia | Colombia | Colombia |
| №                               | Naam                  | Wed.     | Dlpnt.   | Club                   |          |          |          |          |
| ------------------------------- | --------------------- | -------- | -------- | ---------------------- | -------- | -------- | -------- | -------- |
| Doel                            |                       |          |          |                        |          |          |          |          |
| 1                               | Miguel Ángel Calero   |          |          | Atlético Nacional      |          |          |          |          |
| 22                              | Diego Gómez           |          |          | América de Cali        |          |          |          |          |
| Verdediging                     |                       |          |          |                        |          |          |          |          |
| 2                               | Andrés Mosquera       |          |          | Deportivo Cali         |          |          |          |          |
| 3                               | Roberto Carlos Cortés |          |          | Independiente Medellín |          |          |          |          |
| 4                               | Carlos Asprilla       |          |          | Deportivo Cali         |          |          |          |          |
| 13                              | Iván López            |          |          | Independiente Santa Fe |          |          |          |          |
| 15                              | Gerardo Bedoya        |          |          | Deportivo Cali         |          |          |          |          |
| 16                              | Bonner Mosquera       |          |          | Millonarios            |          |          |          |          |
| 19                              | Arley Dinas           |          |          | Deportes Tolima        |          |          |          |          |
| Middenveld                      |                       |          |          |                        |          |          |          |          |
| 5                               | Gonzalo Martínez      |          |          | Deportes Tolima        |          |          |          |          |
| 6                               | Jorge Bolaño          |          |          | AC Parma               |          |          |          |          |
| 7                               | Héctor Hurtado        |          |          | América de Cali        |          |          |          |          |
| 8                               | Frankie Oviedo        |          |          | América de Cali        |          |          |          |          |
| 11                              | Martín Zapata         |          |          | Club Sport Emelec      |          |          |          |          |
| 14                              | John Wilmar Pérez     |          |          | Columbus Crew          |          |          |          |          |
| 17                              | Máyer Candelo         |          |          | Deportivo Cali         |          |          |          |          |
| Aanval                          |                       |          |          |                        |          |          |          |          |
| 9                               | Edwin Congo           |          |          | Real Valladolid        |          |          |          |          |
| 10                              | Faustino Asprilla     |          |          | SE Palmeiras           |          |          |          |          |
| 18                              | Jairo Castillo        |          |          | América de Cali        |          |          |          |          |
| 20                              | Víctor Bonilla        |          |          | Real Sociedad          |          |          |          |          |
| Bondscoach: Luis Augusto García |                       |          |          |                        |          |          |          |          |

| Guatemala                | Guatemala         | Guatemala | Guatemala | Guatemala          | Guatemala | Guatemala | Guatemala | Guatemala |
| №                        | Naam              | Wed.      | Dlpnt.    | Club               |           |           |           |           |
| ------------------------ | ----------------- | --------- | --------- | ------------------ | --------- | --------- | --------- | --------- |
| Doel                     |                   |           |           |                    |           |           |           |           |
| 1                        | Edgar Estrada     |           |           | CSD Comunicaciones |           |           |           |           |
| 20                       | Walter Hurtarte   |           |           | CSD Municipal      |           |           |           |           |
| Verdediging              |                   |           |           |                    |           |           |           |           |
| 2                        | Engelver Herrera  |           |           | CSD Comunicaciones |           |           |           |           |
| 3                        | Erick Miranda     |           |           | CSD Comunicaciones |           |           |           |           |
| 4                        | Rigoberto Gómez   |           |           | CSD Comunicaciones |           |           |           |           |
| 5                        | Guillermo Molina  |           |           | CSD Municipal      |           |           |           |           |
| 23                       | Eduardo Acevedo   |           |           | CSD Municipal      |           |           |           |           |
| 24                       | Miguel Coronado   |           |           | Cobán Imperial     |           |           |           |           |
| Middenveld               |                   |           |           |                    |           |           |           |           |
| 6                        | Julio Girón       |           |           | CSD Municipal      |           |           |           |           |
| 8                        | Rudy Ramirez      |           |           | CSD Municipal      |           |           |           |           |
| 10                       | Freddy Garcia     |           |           | CSD Comunicaciones |           |           |           |           |
| 16                       | Martin Machon     |           |           | Miami Fusion       |           |           |           |           |
| 19                       | Everaldo Valencia |           |           | CSD Comunicaciones |           |           |           |           |
| Aanval                   |                   |           |           |                    |           |           |           |           |
| 11                       | Guillermo Ramírez |           |           | CSD Municipal      |           |           |           |           |
| 14                       | Julio Rodas       |           |           | CSD Comunicaciones |           |           |           |           |
| 15                       | Juan Carlos Plata |           |           | CSD Municipal      |           |           |           |           |
| 22                       | Jorge Rodas       |           |           | CSD Comunicaciones |           |           |           |           |
| Bondscoach: Carlos Miloc |                   |           |           |                    |           |           |           |           |

| Haïti                      | Haïti                    | Haïti | Haïti  | Haïti                  | Haïti | Haïti | Haïti | Haïti |
| №                          | Naam                     | Wed.  | Dlpnt. | Club                   |       |       |       |       |
| -------------------------- | ------------------------ | ----- | ------ | ---------------------- | ----- | ----- | ----- | ----- |
| Doel                       |                          |       |        |                        |       |       |       |       |
| 1                          | Geteau Ferdinand         |       |        | Valencia Leogane       |       |       |       |       |
| 22                         | Didier Menard            |       |        | Central Florida Kraze  |       |       |       |       |
| Verdediging                |                          |       |        |                        |       |       |       |       |
| 2                          | Gilbert Jean-Baptiste    |       |        | Charleston Battery     |       |       |       |       |
| 3                          | Frantz Gilles            |       |        | Cavaly AS              |       |       |       |       |
| 4                          | Eddy César               |       |        | Carioca                |       |       |       |       |
| 6                          | Gabriel Michel           |       |        | Don Bosco              |       |       |       |       |
| 13                         | Pierre Richard Bruny     |       |        | Don Bosco              |       |       |       |       |
| 17                         | Roosevelt Désir          |       |        | FICA                   |       |       |       |       |
| 18                         | Jean-Roland Dartiguenave |       |        | Violette Athletic Club |       |       |       |       |
| Middenveld                 |                          |       |        |                        |       |       |       |       |
| 7                          | Sébastien Vorbe          |       |        | Violette Athletic Club |       |       |       |       |
| 10                         | Chrismonor Thelusma      |       |        | Racing Club Haïtien    |       |       |       |       |
| 14                         | Wilfrid Montilas         |       |        | Don Bosco              |       |       |       |       |
| 15                         | Ernst Atis-Clotaire      |       |        | AC Cambrai             |       |       |       |       |
| 16                         | Carlo Marcellin          |       |        | Cavaly AS              |       |       |       |       |
| Aanval                     |                          |       |        |                        |       |       |       |       |
| 5                          | Jean-Robert Menelas      |       |        | Roulado                |       |       |       |       |
| 8                          | Golman Pierre            |       |        | FICA                   |       |       |       |       |
| 11                         | Wilson Chevalier         |       |        | Carioca                |       |       |       |       |
| 19                         | Johnny Descolines        |       |        | Violette Athletic Club |       |       |       |       |
| Bondscoach: Emmanuel Sanon |                          |       |        |                        |       |       |       |       |

| Honduras                    | Honduras            | Honduras | Honduras | Honduras         | Honduras | Honduras | Honduras | Honduras |
| №                           | Naam                | Wed.     | Dlpnt.   | Club             |          |          |          |          |
| --------------------------- | ------------------- | -------- | -------- | ---------------- | -------- | -------- | -------- | -------- |
| Doel                        |                     |          |          |                  |          |          |          |          |
| 1                           | Wilmer Cruz         |          |          | Real España      |          |          |          |          |
| 12                          | Hugo Caballero      |          |          | CD Motagua       |          |          |          |          |
| Verdediging                 |                     |          |          |                  |          |          |          |          |
| 2                           | Iván Guerrero       |          |          | CD Motagua       |          |          |          |          |
| 3                           | Reynaldo Clavasquín |          |          | CD Motagua       |          |          |          |          |
| 4                           | Samuel Caballero    |          |          | CD Olimpia       |          |          |          |          |
| 5                           | Milton Reyes        |          |          | CD Motagua       |          |          |          |          |
| 6                           | Ninrrol Medina      |          |          | CD Motagua       |          |          |          |          |
| 15                          | Ricky García        |          |          | Real España      |          |          |          |          |
| Middenveld                  |                     |          |          |                  |          |          |          |          |
| 8                           | Óscar Lagos         |          |          | CD Motagua       |          |          |          |          |
| 10                          | Julio César de León |          |          | CD Platense      |          |          |          |          |
| 14                          | José Pineda         |          |          | CD Olimpia       |          |          |          |          |
| 18                          | Francisco Pavón     |          |          | BSV Bad Bleiberg |          |          |          |          |
| 19                          | Danilo Turcios      |          |          | Pumas UNAH       |          |          |          |          |
| 20                          | Amado Guevara       |          |          | CD Motagua       |          |          |          |          |
| 22                          | Álex Pineda         |          |          | CD Olimpia       |          |          |          |          |
| Aanval                      |                     |          |          |                  |          |          |          |          |
| 9                           | Carlos Pavón        |          |          | Atlético Celaya  |          |          |          |          |
| 11                          | Tyson Nuñez         |          |          | PAOK Saloniki    |          |          |          |          |
| 21                          | Jairo Martínez      |          |          | CD Motagua       |          |          |          |          |
| Bondscoach: Ramón Maradiaga |                     |          |          |                  |          |          |          |          |

| Jamaica                 | Jamaica           | Jamaica | Jamaica | Jamaica          | Jamaica | Jamaica | Jamaica | Jamaica |
| №                       | Naam              | Wed.    | Dlpnt.  | Club             |         |         |         |         |
| ----------------------- | ----------------- | ------- | ------- | ---------------- | ------- | ------- | ------- | ------- |
| Doel                    |                   |         |         |                  |         |         |         |         |
| 1                       | Warren Barrett    |         |         | Violet Kickers   |         |         |         |         |
| 13                      | Aaron Lawrence    |         |         | Reno FC          |         |         |         |         |
| Verdediging             |                   |         |         |                  |         |         |         |         |
| 2                       | Michael Johnson   |         |         | Birmingham City  |         |         |         |         |
| 5                       | Ian Goodison      |         |         | Hull City        |         |         |         |         |
| 6                       | Claude Davis      |         |         | Hazard United    |         |         |         |         |
| 15                      | Ricardo Gardner   |         |         | Bolton Wanderers |         |         |         |         |
| 16                      | Marco McDonald    |         |         | Tivoli Gardens   |         |         |         |         |
| 19                      | Frank Sinclair    |         |         | Leicester City   |         |         |         |         |
| Middenveld              |                   |         |         |                  |         |         |         |         |
| 3                       | Christopher Dawes |         |         | Galaxy FC        |         |         |         |         |
| 7                       | Winston Griffiths |         |         | Galaxy FC        |         |         |         |         |
| 11                      | Theodore Whitmore |         |         | Hull City        |         |         |         |         |
| 21                      | Durrent Brown     |         |         | Wadadah          |         |         |         |         |
| 25                      | Steve Green       |         |         | Tivoli Gardens   |         |         |         |         |
| Aanval                  |                   |         |         |                  |         |         |         |         |
| 8                       | Marcus Gayle      |         |         | Wimbledon        |         |         |         |         |
| 9                       | Andy Williams     |         |         | Miami Fusion     |         |         |         |         |
| 10                      | Ricardo Fuller    |         |         | Tivoli Gardens   |         |         |         |         |
| 18                      | Deon Burton       |         |         | Derby County     |         |         |         |         |
| Bondscoach: René Simões |                   |         |         |                  |         |         |         |         |

| Peru                           | Peru             | Peru | Peru   | Peru                      | Peru | Peru | Peru | Peru |
| №                              | Naam             | Wed. | Dlpnt. | Club                      |      |      |      |      |
| ------------------------------ | ---------------- | ---- | ------ | ------------------------- | ---- | ---- | ---- | ---- |
| Doel                           |                  |      |        |                           |      |      |      |      |
| 1                              | Oscar Ibáñez     |      |        | Universitario de Deportes |      |      |      |      |
| 12                             | Marco Flores     |      |        | Alianza Lima              |      |      |      |      |
| Verdediging                    |                  |      |        |                           |      |      |      |      |
| 2                              | Jorge Huamán     |      |        | Sporting Cristal          |      |      |      |      |
| 3                              | Juan Reynoso     |      |        | Cruz Azul                 |      |      |      |      |
| 4                              | Marcial Salazar  |      |        | Alianza Lima              |      |      |      |      |
| 5                              | José Soto        |      |        | Atlético Celaya           |      |      |      |      |
| 6                              | Miguel Rebosio   |      |        | Sporting Cristal          |      |      |      |      |
| 14                             | Jorge Soto       |      |        | Sporting Cristal          |      |      |      |      |
| Middenveld                     |                  |      |        |                           |      |      |      |      |
| 6                              | Miguel Rebosio   |      |        | Sporting Cristal          |      |      |      |      |
| 7                              | Nolberto Solano  |      |        | Newcastle United          |      |      |      |      |
| 8                              | Juan Jayo        |      |        | Unión de Santa Fe         |      |      |      |      |
| 10                             | Roberto Palacios |      |        | UAG Tecos                 |      |      |      |      |
| 13                             | Marko Ciurlizza  |      |        | Universitario de Deportes |      |      |      |      |
| 16                             | Freddy Suarez    |      |        | FBC Melgar                |      |      |      |      |
| 20                             | José Del Solar   |      |        | Universitario de Deportes |      |      |      |      |
| 23                             | Henry Quinteros  |      |        | Alianza Lima              |      |      |      |      |
| Aanval                         |                  |      |        |                           |      |      |      |      |
| 9                              | Flavio Maestri   |      |        | Club Universidad de Chile |      |      |      |      |
| 11                             | Roberto Holsen   |      |        | Sporting Cristal          |      |      |      |      |
| 15                             | Ysrael Zúñiga    |      |        | FBC Melgar                |      |      |      |      |
| 17                             | German Pinillos  |      |        | Sporting Cristal          |      |      |      |      |
| 18                             | Waldir Sáenz     |      |        | Unión de Santa Fe         |      |      |      |      |
| 19                             | Abel Lobatón     |      |        | Atlético Paranaense       |      |      |      |      |
| Bondscoach: Francisco Maturana |                  |      |        |                           |      |      |      |      |

| Trinidad en Tobago             | Trinidad en Tobago | Trinidad en Tobago | Trinidad en Tobago | Trinidad en Tobago        | Trinidad en Tobago | Trinidad en Tobago | Trinidad en Tobago | Trinidad en Tobago |
| №                              | Naam               | Wed.               | Dlpnt.             | Club                      |                    |                    |                    |                    |
| ------------------------------ | ------------------ | ------------------ | ------------------ | ------------------------- | ------------------ | ------------------ | ------------------ | ------------------ |
| Doel                           |                    |                    |                    |                           |                    |                    |                    |                    |
| 21                             | Kelvin Jack        |                    |                    | W Connection              |                    |                    |                    |                    |
| 22                             | Ross Russell       |                    |                    | Defence Force             |                    |                    |                    |                    |
| Verdediging                    |                    |                    |                    |                           |                    |                    |                    |                    |
| 2                              | Derek King         |                    |                    | W Connection              |                    |                    |                    |                    |
| 4                              | Marvin Andrews     |                    |                    | Raith Rovers              |                    |                    |                    |                    |
| 5                              | Ronnie Mauge       |                    |                    | Bristol Rovers            |                    |                    |                    |                    |
| 6                              | Shurland David     |                    |                    | San Juan Jabloteh         |                    |                    |                    |                    |
| 16                             | Brent Rahim        |                    |                    | University of Connecticut |                    |                    |                    |                    |
| Middenveld                     |                    |                    |                    |                           |                    |                    |                    |                    |
| 7                              | Evans Wise         |                    |                    | SSV Ulm 1846              |                    |                    |                    |                    |
| 8                              | Angus Eve          |                    |                    | Chester City              |                    |                    |                    |                    |
| 12                             | David Nakhid       |                    |                    | Emirates Club             |                    |                    |                    |                    |
| 13                             | Ansil Elcock       |                    |                    | Columbus Crew             |                    |                    |                    |                    |
| 14                             | Mickey Trotman     |                    |                    | Joe Public                |                    |                    |                    |                    |
| 15                             | Stokely Mason      |                    |                    | Joe Public                |                    |                    |                    |                    |
| 17                             | Anthony Rougier    |                    |                    | Port Vale                 |                    |                    |                    |                    |
| Aanval                         |                    |                    |                    |                           |                    |                    |                    |                    |
| 9                              | Arnold Dwarika     |                    |                    | Joe Public                |                    |                    |                    |                    |
| 10                             | Russell Latapy     |                    |                    | Hibernian                 |                    |                    |                    |                    |
| 11                             | Jerren Nixon       |                    |                    | Yverdon-Sport             |                    |                    |                    |                    |
| 19                             | Dwight Yorke       |                    |                    | Manchester United         |                    |                    |                    |                    |
| Bondscoach: Bertille St. Clair |                    |                    |                    |                           |                    |                    |                    |                    |

| Verenigde Staten        | Verenigde Staten | Verenigde Staten | Verenigde Staten | Verenigde Staten    | Verenigde Staten | Verenigde Staten | Verenigde Staten | Verenigde Staten |
| №                       | Naam             | Wed.             | Dlpnt.           | Club                |                  |                  |                  |                  |
| ----------------------- | ---------------- | ---------------- | ---------------- | ------------------- | ---------------- | ---------------- | ---------------- | ---------------- |
| Doel                    |                  |                  |                  |                     |                  |                  |                  |                  |
| 1                       | Brad Friedel     |                  |                  | Liverpool           |                  |                  |                  |                  |
| 18                      | Tony Meola       |                  |                  | Kansas City Wizards |                  |                  |                  |                  |
| Verdediging             |                  |                  |                  |                     |                  |                  |                  |                  |
| 3                       | Greg Vanney      |                  |                  | Los Angeles Galaxy  |                  |                  |                  |                  |
| 4                       | Robin Fraser     |                  |                  | Los Angeles Galaxy  |                  |                  |                  |                  |
| 5                       | C.J. Brown       |                  |                  | Chicago Fire        |                  |                  |                  |                  |
| 12                      | Jeff Agoos       |                  |                  | DC United           |                  |                  |                  |                  |
| 16                      | Carlos Llamosa   |                  |                  | DC United           |                  |                  |                  |                  |
| 23                      | Eddie Pope       |                  |                  | DC United           |                  |                  |                  |                  |
| Middenveld              |                  |                  |                  |                     |                  |                  |                  |                  |
| 7                       | Eddie Lewis      |                  |                  | Fulham              |                  |                  |                  |                  |
| 10                      | Claudio Reyna    |                  |                  | Rangers             |                  |                  |                  |                  |
| 13                      | Cobi Jones       |                  |                  | Los Angeles Galaxy  |                  |                  |                  |                  |
| 14                      | Chris Armas      |                  |                  | Chicago Fire        |                  |                  |                  |                  |
| 19                      | Ben Olsen        |                  |                  | DC United           |                  |                  |                  |                  |
| 21                      | Richie Williams  |                  |                  | DC United           |                  |                  |                  |                  |
| Aanval                  |                  |                  |                  |                     |                  |                  |                  |                  |
| 9                       | Jovan Kirovski   |                  |                  | Borussia Dortmund   |                  |                  |                  |                  |
| 11                      | Eric Wynalda     |                  |                  | Miami Fusion        |                  |                  |                  |                  |
| 20                      | Brian McBride    |                  |                  | Columbus Crew       |                  |                  |                  |                  |
| 22                      | Ante Razov       |                  |                  | Chicago Fire        |                  |                  |                  |                  |
| Bondscoach: Bruce Arena |                  |                  |                  |                     |                  |                  |                  |                  |

## Groepsfase

### Groep A
| Land     | Wed | Win | Gel | Ver | DV | DT | +/− | Pnt |
| -------- | --- | --- | --- | --- | -- | -- | --- | --- |
| Honduras | 2   | 2   | 0   | 0   | 4  | 0  | +4  | 6   |
| Colombia | 2   | 1   | 0   | 1   | 1  | 2  | –1  | 3   |
| Jamaica  | 2   | 0   | 0   | 2   | 0  | 3  | –3  | 0   |

|                                                 |                      |       |         |                                                                                |
| 12 februari 2000 «onderlinge duels» 21:00 (EST) | Colombia             | 1 – 0 | Jamaica | Orange Bowl, Miami Toeschouwers: 49.451 Scheidsrechter: Felipe Ramos ( Mexico) |
| 12 februari 2000 «onderlinge duels» 21:00 (EST) | Gonzalo Martínez 15' |       |         | Orange Bowl, Miami Toeschouwers: 49.451 Scheidsrechter: Felipe Ramos ( Mexico) |

|                                                 |         |                                              |          |                                                                                |
| 14 februari 2000 «onderlinge duels» 19:00 (EST) | Jamaica | 0 – 2                                        | Honduras | Orange Bowl, Miami Toeschouwers: 23.795 Scheidsrechter: Mario Sánchez ( Chili) |
| 14 februari 2000 «onderlinge duels» 19:00 (EST) |         | 51' (pen.) Carlos Pavón 84' Samuel Caballero |          | Orange Bowl, Miami Toeschouwers: 23.795 Scheidsrechter: Mario Sánchez ( Chili) |

|                                                 |          |                                   |          |                                                                                              |
| 16 februari 2000 «onderlinge duels» 19:00 (EST) | Colombia | 0 – 2                             | Honduras | Orange Bowl, Miami Toeschouwers: 36.004 Scheidsrechter: Ramesh Ramdhan ( Trinidad en Tobago) |
| 16 februari 2000 «onderlinge duels» 19:00 (EST) |          | 71' Carlos Pavón 78' Milton Núñez |          | Orange Bowl, Miami Toeschouwers: 36.004 Scheidsrechter: Ramesh Ramdhan ( Trinidad en Tobago) |

### Groep B
| Land             | Wed | Win | Gel | Ver | DV | DT | +/− | Pnt |
| ---------------- | --- | --- | --- | --- | -- | -- | --- | --- |
| Verenigde Staten | 2   | 2   | 0   | 0   | 4  | 0  | +4  | 6   |
| Peru             | 2   | 0   | 1   | 1   | 1  | 2  | –1  | 1   |
| Haïti            | 2   | 0   | 1   | 1   | 1  | 4  | –3  | 1   |

|                                                 |                                                           |       |       |                                                                                    |
| 12 februari 2000 «onderlinge duels» 19:00 (EST) | Verenigde Staten                                          | 3 – 0 | Haïti | Orange Bowl, Miami Toeschouwers: 49.591 Scheidsrechter: Olger Mejías ( Costa Rica) |
| 12 februari 2000 «onderlinge duels» 19:00 (EST) | Jovan Kirovski 18' Eric Wynalda 55' (pen.) Cobi Jones 90' |       |       | Orange Bowl, Miami Toeschouwers: 49.591 Scheidsrechter: Olger Mejías ( Costa Rica) |

|                                                 |                     |       |                   |                                                                                    |
| 14 februari 2000 «onderlinge duels» 21:00 (EST) | Haïti               | 1 – 1 | Peru              | Orange Bowl, Miami Toeschouwers: 23.795 Scheidsrechter: Carlos Batres ( Guatemala) |
| 14 februari 2000 «onderlinge duels» 21:00 (EST) | Sebastien Vorbe 61' |       | 69' Ysrael Zúñiga | Orange Bowl, Miami Toeschouwers: 23.795 Scheidsrechter: Carlos Batres ( Guatemala) |

|                                                 |      |                |                  |                                                                                |
| 16 februari 2000 «onderlinge duels» 21:00 (EST) | Peru | 0 – 1          | Verenigde Staten | Orange Bowl, Miami Toeschouwers: 36.004 Scheidsrechter: Felipe Ramos ( Mexico) |
| 16 februari 2000 «onderlinge duels» 21:00 (EST) |      | 59' Cobi Jones |                  | Orange Bowl, Miami Toeschouwers: 36.004 Scheidsrechter: Felipe Ramos ( Mexico) |

### Groep C
| Land               | Wed | Win | Gel | Ver | DV | DT | +/− | Pnt |
| ------------------ | --- | --- | --- | --- | -- | -- | --- | --- |
| Mexico             | 2   | 1   | 1   | 0   | 5  | 1  | +4  | 4   |
| Trinidad en Tobago | 2   | 1   | 0   | 1   | 4  | 6  | –2  | 3   |
| Guatemala          | 2   | 0   | 1   | 1   | 3  | 5  | –2  | 1   |

|                                                 |                                                                                        |       |                |                                                                                                  |
| 13 februari 2000 «onderlinge duels» 14:00 (EST) | Mexico                                                                                 | 4 – 0 | Trinidad en T. | Qualcomm Stadium, San Diego Toeschouwers: 22.131 Scheidsrechter: Rafael Rodríguez ( El Salvador) |
| 13 februari 2000 «onderlinge duels» 14:00 (EST) | Rafael Márquez 36' Luis Hernández 52' Shurland David 75' (e.d.) Francisco Palencia 85' |       |                | Qualcomm Stadium, San Diego Toeschouwers: 22.131 Scheidsrechter: Rafael Rodríguez ( El Salvador) |

|                                                 |                                                                         |       |                                             | |
| 15 februari 2000 «onderlinge duels» 21:00 (EST) | Trinidad en T.                                                          | 4 – 2 | Guatemala                                   | LA Memorial Coliseum, Los Angeles Toeschouwers: 23.621 Scheidsrechter: Kim Young-Joo ( Zuid-Korea) |
| 15 februari 2000 «onderlinge duels» 21:00 (EST) | Russell Latapy 26' Arnold Dwarika 36' David Nakhid 52' Dwight Yorke 83' |       | 30' Juan Carlos Plata 47' Guillermo Ramírez | LA Memorial Coliseum, Los Angeles Toeschouwers: 23.621 Scheidsrechter: Kim Young-Joo ( Zuid-Korea) |

|                                                 |                 |       |                   |                                                                                                  |
| 17 februari 2000 «onderlinge duels» 19:00 (EST) | Mexico          | 1 – 1 | Guatemala         | LA Memorial Coliseum, Los Angeles Toeschouwers: 54.246 Scheidsrechter: Gustavo Méndez ( Uruguay) |
| 17 februari 2000 «onderlinge duels» 19:00 (EST) | Emilio Mora 26' |       | 28' Erick Miranda | LA Memorial Coliseum, Los Angeles Toeschouwers: 54.246 Scheidsrechter: Gustavo Méndez ( Uruguay) |

### Groep D
| Land       | Wed | Win | Gel | Ver | DV | DT | +/− | Pnt |
| ---------- | --- | --- | --- | --- | -- | -- | --- | --- |
| Costa Rica | 2   | 0   | 2   | 0   | 4  | 4  | 0   | 2   |
| Canada     | 2   | 0   | 2   | 0   | 2  | 2  | 0   | 2   |
| Zuid-Korea | 2   | 0   | 2   | 0   | 2  | 2  | 0   | 2   |

|                                                 |                                   |       |                          |                                                                                               |
| 13 februari 2000 «onderlinge duels» 12:00 (EST) | Costa Rica                        | 2 – 2 | Canada                   | Qualcomm Stadium, San Diego Toeschouwers: 22.131 Scheidsrechter: Peter Prendergast ( Jamaica) |
| 13 februari 2000 «onderlinge duels» 12:00 (EST) | Jafet Soto 11' Harold Wallace 54' |       | 19' (pen.), 57' Corazzin | Qualcomm Stadium, San Diego Toeschouwers: 22.131 Scheidsrechter: Peter Prendergast ( Jamaica) |

|                                                 |            |       |        | |
| 15 februari 2000 «onderlinge duels» 19:00 (EST) | Zuid-Korea | 0 – 0 | Canada | LA Memorial Coliseum, Los Angeles Toeschouwers: 23.621 Scheidsrechter: Brian Hall ( Verenigde Staten) |
| 15 februari 2000 «onderlinge duels» 19:00 (EST) |            |       |        | LA Memorial Coliseum, Los Angeles Toeschouwers: 23.621 Scheidsrechter: Brian Hall ( Verenigde Staten) |

|                                                 |                                    |       |                                       | |
| 17 februari 2000 «onderlinge duels» 21:00 (EST) | Zuid-Korea                         | 2 – 2 | Costa Rica                            | LA Memorial Coliseum, Los Angeles Toeschouwers: 54.246 Scheidsrechter: Argelio Sabillón ( Honduras) |
| 17 februari 2000 «onderlinge duels» 21:00 (EST) | Lee Dong-Gook 14' Lee Min-Sung 75' |       | 66' Paulo Wanchope 85' Hernán Medford | LA Memorial Coliseum, Los Angeles Toeschouwers: 54.246 Scheidsrechter: Argelio Sabillón ( Honduras) |

## Knock-outfase
|  | Kwartfinale             | Kwartfinale               |                           |   | Halve finale | Halve finale |  |  | Finale | Finale |
|  |                         |                           |                           |   |              |              |  |  |        |        |
|  |                         |                           |                           |   |              |              |  |  |        |        |
|  | 19 februari – Miami     |                           |                           |   |              |              |  |  |        |        |
|  |                         |                           |                           |   |              |              |  |  |        |        |
|  | Verenigde Staten        | 2 (1)                     |                           |   |              |              |  |  |        |        |
|  | Verenigde Staten        | 2 (1)                     | 23 februari – San Diego   |   |              |              |  |  |        |        |
|  | Colombia                | 2 (2)                     |                           |   |              |              |  |  |        |        |
|  | Colombia                | 2 (2)                     | Colombia                  | 2 |              |              |  |  |        |        |
|  | 19 februari – Miami     |                           | Colombia                  | 2 |              |              |  |  |        |        |
|  |                         | Peru                      | 1                         |   |              |              |  |  |        |        |
|  | Honduras                | Peru                      | 1                         | 3 |              |              |  |  |        |        |
|  | Honduras                |                           | 27 februari – Los Angeles | 3 |              |              |  |  |        |        |
|  | Peru                    | 5                         |                           |   |              |              |  |  |        |        |
|  | Peru                    | 5                         | Colombia                  | 0 |              |              |  |  |        |        |
|  | 20 februari – San Diego |                           | Colombia                  | 0 |              |              |  |  |        |        |
|  |                         | Canada                    | 2                         |   |              |              |  |  |        |        |
|  | Costa Rica              | Canada                    | 2                         | 1 |              |              |  |  |        |        |
|  | Costa Rica              | 24 februari – Los Angeles |                           | 1 |              |              |  |  |        |        |
|  | Trinidad en T.          | 2                         |                           |   |              |              |  |  |        |        |
|  | Trinidad en T.          | 2                         | Trinidad en T.            | 0 |              |              |  |  |        |        |
|  | 20 februari – San Diego |                           | Trinidad en T.            | 0 |              |              |  |  |        |        |
|  |                         | Canada                    | 1                         |   |              |              |  |  |        |        |
|  | Mexico                  | Canada                    | 1                         | 1 |              |              |  |  |        |        |
|  | Mexico                  |                           |                           | 1 |              |              |  |  |        |        |
|  | Canada                  | 2                         |                           |   |              |              |  |  |        |        |
|  | Canada                  | 2                         |                           |   |              |              |  |  |        |        |

### Kwartfinale
|                                                 |                                                              |       |                                                                  |                                                                                    |
| 19 februari 2000 «onderlinge duels» 15:00 (EST) | Verenigde Staten                                             | 2 – 2 | Colombia                                                         | Orange Bowl, Miami Toeschouwers: 32.972 Scheidsrechter: Carlos Batres ( Guatemala) |
| 19 februari 2000 «onderlinge duels» 15:00 (EST) | Brian McBride 20' Chris Armas 51'                            |       | 24' Faustino Asprilla 81' Gerardo Bedoya                         | Orange Bowl, Miami Toeschouwers: 32.972 Scheidsrechter: Carlos Batres ( Guatemala) |
| 19 februari 2000 «onderlinge duels» 15:00 (EST) | Strafschoppen                                                |       |                                                                  | Orange Bowl, Miami Toeschouwers: 32.972 Scheidsrechter: Carlos Batres ( Guatemala) |
| 19 februari 2000 «onderlinge duels» 15:00 (EST) | Eric Wynalda Claudio Reyna Eddie Lewis Chris Armas Ben Olsen | 1 – 2 | John Wilmar Pérez Gonzalo Martínez Mayer Candelo Andrés Mosquera | Orange Bowl, Miami Toeschouwers: 32.972 Scheidsrechter: Carlos Batres ( Guatemala) |

|                                                 |                                                                      |       |                                                                                                |                                                                                |
| 19 februari 2000 «onderlinge duels» 17:30 (EST) | Honduras                                                             | 3 – 5 | Peru                                                                                           | Orange Bowl, Miami Toeschouwers: 32.972 Scheidsrechter: Marío Sánchez ( Chili) |
| 19 februari 2000 «onderlinge duels» 17:30 (EST) | Reynaldo Clavasquín 32' Carlos Pavón 67' (pen.) José Luis Pineda 69' |       | 7' Roberto Holsen 14' (pen.) Jorge Soto 50' José del Solar 52' Roberto Holsen 87' Waldir Saenz | Orange Bowl, Miami Toeschouwers: 32.972 Scheidsrechter: Marío Sánchez ( Chili) |

|                                                 |                    |            |                                        |                                                                                              |
| 20 februari 2000 «onderlinge duels» 12:00 (EST) | Costa Rica         | 1 – 2 (gg) | Trinidad en T.                         | Qualcomm Stadium, San Diego Toeschouwers: 18.062 Scheidsrechter: Kim Young-Yoo ( Zuid-Korea) |
| 20 februari 2000 «onderlinge duels» 12:00 (EST) | Paulo Wanchope 89' |            | 26' Arnold Dwarika 101' Mickey Trotman | Qualcomm Stadium, San Diego Toeschouwers: 18.062 Scheidsrechter: Kim Young-Yoo ( Zuid-Korea) |

|                                                 |                   |            |                                         |                                                                                               |
| 20 februari 2000 «onderlinge duels» 14:30 (EST) | Mexico            | 1 – 2 (gg) | Canada                                  | Qualcomm Stadium, San Diego Toeschouwers: 18.062 Scheidsrechter: Peter Prendergast ( Jamaica) |
| 20 februari 2000 «onderlinge duels» 14:30 (EST) | Ramón Ramírez 35' |            | 83' Carlo Corazzin 92' Richard Hastings | Qualcomm Stadium, San Diego Toeschouwers: 18.062 Scheidsrechter: Peter Prendergast ( Jamaica) |

### Halve finale
|                                                 |                                               |       |                      |                                                                                                  |
| 23 februari 2000 «onderlinge duels» 20:00 (EST) | Colombia                                      | 2 – 1 | Peru                 | Qualcomm Stadium, San Diego Toeschouwers: 34.020 Scheidsrechter: Rafael Rodríguez ( El Salvador) |
| 23 februari 2000 «onderlinge duels» 20:00 (EST) | Marcial Salazar 40' (e.d.) Víctor Bonilla 53' |       | 75' Roberto Palacios | Qualcomm Stadium, San Diego Toeschouwers: 34.020 Scheidsrechter: Rafael Rodríguez ( El Salvador) |

|                                                 |                |                 |        |                                                                                                 |
| 24 februari 2000 «onderlinge duels» 20:00 (EST) | Trinidad en T. | 0 – 1           | Canada | LA Memorial Coliseum, Los Angeles Toeschouwers: 2.841 Scheidsrechter: Gustavo Méndez ( Uruguay) |
| 24 februari 2000 «onderlinge duels» 20:00 (EST) |                | 68' Mark Watson |        | LA Memorial Coliseum, Los Angeles Toeschouwers: 2.841 Scheidsrechter: Gustavo Méndez ( Uruguay) |

### Finale
|                                                 |          |                                           |        | |
| 27 februari 2000 «onderlinge duels» 12:00 (EST) | Colombia | 0 – 2                                     | Canada | LA Memorial Coliseum, Los Angeles Toeschouwers: 6.197 Scheidsrechter: Peter Prendergast ( Jamaica) |
| 27 februari 2000 «onderlinge duels» 12:00 (EST) |          | 45' Jason deVos 68' (pen.) Carlo Corazzin |        | LA Memorial Coliseum, Los Angeles Toeschouwers: 6.197 Scheidsrechter: Peter Prendergast ( Jamaica) |

| CONCACAF Gold Cup Winnaar 2000 |
| ------------------------------ |
| CANADA 1ste titel              |

## Doelpuntenmakers
4 doelpunten
- Carlo Corazzin

3 doelpunten
- Carlos Pavón

2 doelpunten
- Paulo Wanchope
- Roberto Palacios

- Arnold Dwarika

- Cobi Jones

1 doelpunt
- Jason De Vos
- Richard Hastings
- Mark Watson
- Faustino Asprilla
- Gerardo Bedoya
- Víctor Bonilla
- Gonzalo Martínez
- Hernán Medford
- Jafet Soto
- Harold Wallace
- Erick Miranda
- Juan Carlos Plata
- Guillermo Ramírez

- Sebastien Vorbe
- Samuel Caballero
- Reynaldo Clavasquín
- Milton Núñez
- José Luis Pineda
- Luis Hernández
- Rafael Márquez
- Emilio Mora
- Francisco Palencia
- Ramón Ramírez
- José Del Solar
- Roberto Holsen
- Waldir Sáenz

- Jorge Soto
- Ysrael Zúñiga
- Lee Dong-gook
- Lee Min-sung
- Russell Latapy
- David Nakhid
- Mickey Trotman
- Dwight Yorke
- Chris Armas
- Jovan Kirovski
- Brian McBride
- Eric Wynalda

Eigen doelpunten
- Marcial Salazar (tegen Colombia)
- Shurland David (tegen Mexico)